# Deus caritas est
Deus caritas est (dobesedno slovensko Bog je ljubezen) je papeška okrožnica (enciklika) Rimskokatoliške Cerkve, ki jo je leta 2005 napisal papež Benedikt XVI. Papež jo je podpisal 25. decembra 2005 (na božič), medtem ko je bila javnosti predstavljena šele 25. januarja 2006 (na praznik spreobrnjenja apostola Pavla). To je bila tudi prva okrožnica novega papeža, ki po navadi označuje usmerjenost delovanja papeža v njegovem pontifikatu in prva znana papeška okrožnica, ki je posvečena izključno ljubezni.
V okrožnici tako papež obravnava ljubezen kot »središče krščanske vere«, pri čemer obravnava ljubezen z antropološkega, filozofskega, teološkega, religijskega in družbenega vidika.
V slovenščino sta jo prevedla Adolf Mežan in Anton Štrukelj; prevod je izdala Družina v sklopu zbirke Cerkveni dokumenti kot 112. zvezek (kratica CD 112).